# Premier alternatywny
Premier alternatywny  (hebr. ראש הממשלה החליפי/ראש הממשלה החליפי, Rosz ha-Memszala ha-Chalufi/Rosz ha-Memszala he-Chalifi, dosłownie premier rotacyjny/alternatywny) – izraelski urząd w radzie ministrów utworzony na mocy umowy koalicyjnej pomiędzy Likudem a Niebiesko-Białymi w 2020 roku. W tym samym roku został wpisany do ustawy zasadniczej o rządzie. Urząd ten sprawowany jest przez posła Knesetu desygnowanego na stanowisko premiera w rządzie tymczasowym, w którym ustanowiono rotacyjność urzędu premiera rządu Izraela.

## Tło
Po wygranych przez Likud wyborach do Knesetu w 2020 roku toczono rozmowy koalicyjne w celu utworzenia nowego rządu. 20 kwietnia 2020 roku lider Likudu Binjamin Netanjahu i lider Niebiesko-Białych Beni Ganc podpisali porozumienie koalicyjne o utworzeniu rządu jedności narodowej  . Umowa ta wprowadzała rotacyjność pełnienia urzędu Premiera Państwa Izrael. Pierwszy stanowisko premiera miał objąć Netanjahu, a po 18 miesiącach miał go zmienić Ganc . W umowie rząd ten został określony mianem nadzwyczajnego rządu narodowego.
W tym samym roku Kneset wniósł poprawkę do ustawy zasadniczej o rządzie, w której ustanowiono urząd premiera alternatywnego w rządzie, w którym istnieje rotacja tego urzędu.
Podobny charakter miał trzydziesty szósty rząd Izraela, w którym Naftali Bennett objął, jako pierwszy, urząd premiera, a premierem alternatywnym został Ja’ir Lapid .

## Umocowanie prawne
Poprawka nr 8 ustawy zasadniczej o rządzie ustanawia rząd tymczasowy i stanowisko premiera alternatywnego. Na podstawie poprawki nr 8 rząd tymczasowy jest rządem, którym na zasadzie rotacyjności kieruje na zmianę członek Knesetu, który utworzył ten rząd, i członek Knesetu wyznaczony na stanowisko premiera alternatywnego. Nowe prawo ustanawia także wymóg określenia okresu, po którym dojdzie do rotacji na stanowisku premiera.
Celem ustanowienia tego urzędu była chęć zobligowania bloków tworzących rząd do wzięcia współodpowiedzialności za rządzenie krajem, podejmowanie decyzji, zawieranie kompromisów. Ponadto urząd ten ma zapobiec zdominowaniu rządu przez jedną partię polityczną w rządzie składającym się z kilku formacji.

## Lista premierów alternatywnych
| Imię i nazwisko | Imię i nazwisko | Partia          | Okres           | Okres           | Rząd |
| Imię i nazwisko | Imię i nazwisko | Partia          | od              | do              | Rząd |
| --------------- | --------------- | --------------- | --------------- | --------------- | ---- |
|                 | Beni Ganc       | Niebiesko-Biali | 17 maja 2020    | 13 czerwca 2021 | 35.  |
|                 |                 |                 |                 |                 |      |
|                 | Ja’ir Lapid     | Jest Przyszłość | 13 czerwca 2021 | 30 czerwca 2022 | 36.  |

Źródło: ממשלות ישראל, Kneset (dostęp: 2022-12-01).